# Кере, Изабель
Изабе́ль Кере́ (фр. Isabelle Quere) — французская кёрлингистка.
В составе женской сборной Франции участница чемпионата мира 1986 (заняли девятое место) и чемпионата Европы 1985 (заняли десятое место).
Играла на позиции второго.

## Команды
| Сезон   | Четвёртый      | Третий         | Второй       | Первый       | Турниры            |
| ------- | -------------- | -------------- | ------------ | ------------ | ------------------ |
| 1985—86 | Полетт Сюльпис | Югетт Жюльен   | Изабель Кере | Жослин Ланри | ЧЕ 1985 (10 место) |
| 1985—86 | Югетт Жюльен   | Полетт Сюльпис | Изабель Кере | Жослин Ланри | ЧМ 1986 (9 место)  |

(скипы выделены полужирным шрифтом)